# Karakum

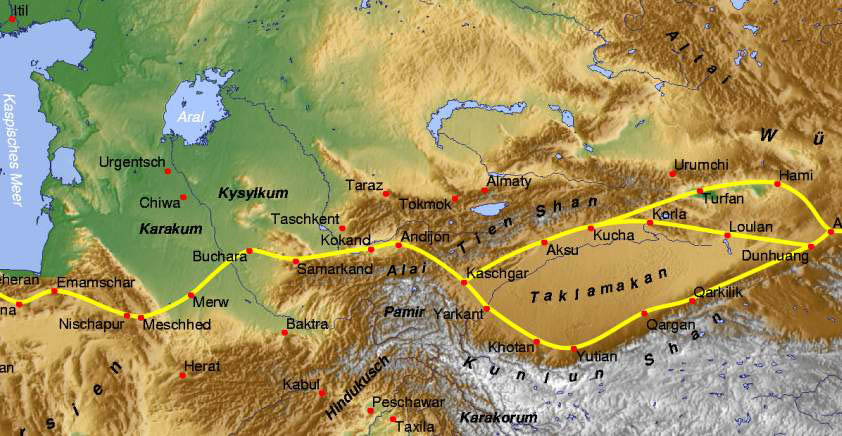
Ligging van Karakum (Midden-links)

De Karakum, Karakoem of Kara-Kum (zwart zand) (Turkmeens: Garagum, Turks: Karakum, Russisch: Каракумы; Karakoemy) is een woestijn in Centraal-Azië. De woestijn bedekt 70% van Turkmenistan, ongeveer 350.000 km². De woestijn is zeer dunbevolkt; er woont gemiddeld 1 persoon op elke 6,5 km².

## Locatie
De woestijn ligt ten oosten van de Kaspische Zee, met het Aralmeer in het noorden en de rivier Amu Darja en de woestijn Kyzylkum in het noordoosten.

## Hydrografie
De Murghabrivier en Tejenrivier stromen vanuit het Hindoekoesjgebergte naar het zuiden en verdwijnen in de woestijn, waar hun water gebruikt wordt voor irrigatie.
De woestijn wordt doorkruist door het grootste irrigatiekanaal ter wereld; het Karakumkanaal. De aanleg van dit kanaal begon in 1954. Het is 1.375 km lang en transporteert jaarlijks 13-20 km³ water. Lekkages uit het kanaal hebben meren en vijvers doen ontstaan langs de kades.

## Economie en bronnen

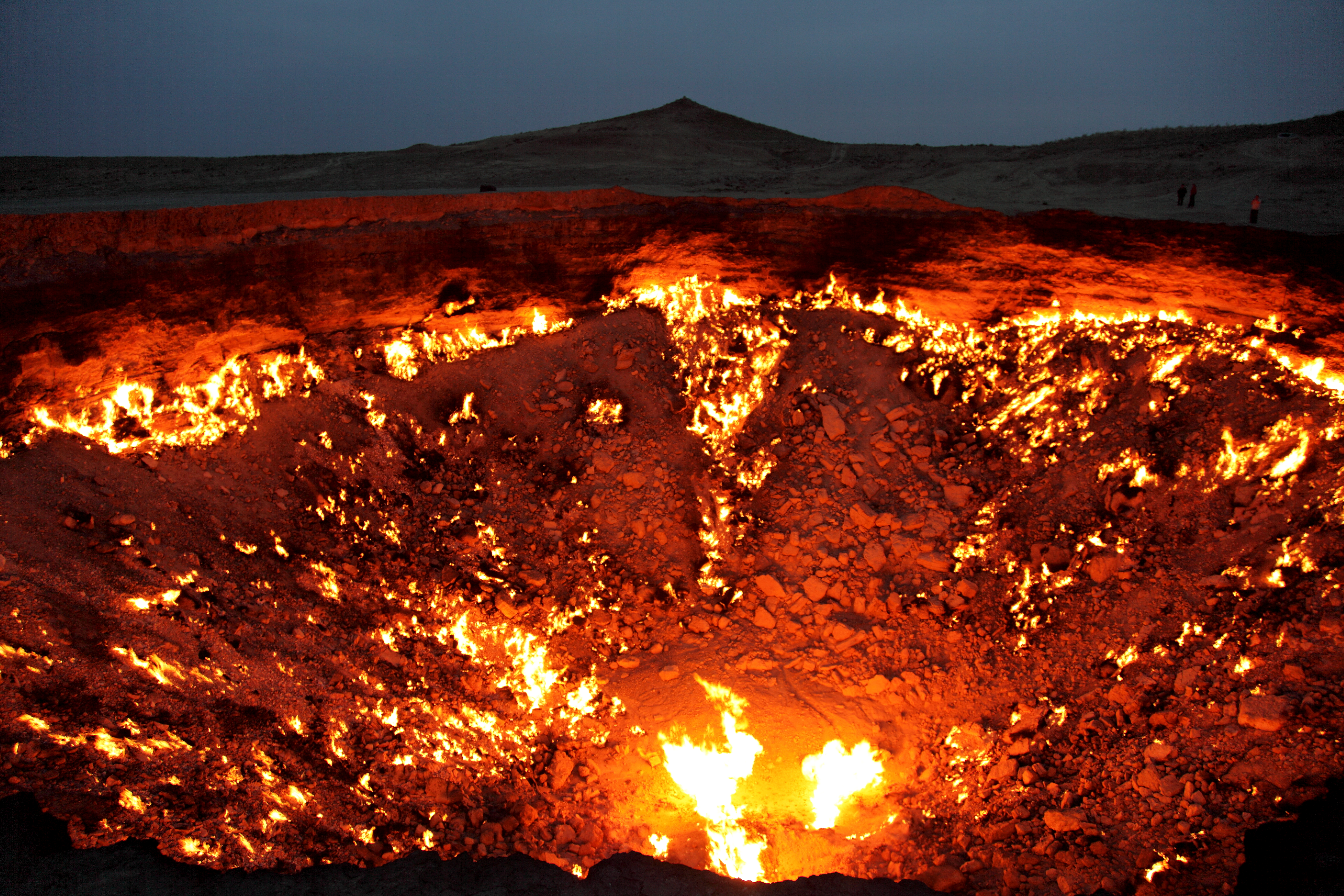
Nachtfoto van de Poort naar de hel, 2010

De oases van Mary en Tejen zijn bekend om hun katoenplantages.
Het gebied heeft grote aardolie- en aardgasbronnen. Nabij Derweze bevindt zich de Poort naar de hel, een gasput die al sinds 1971 onafgebroken brandt.

## Vervoer
De woestijn wordt doorkruist door de Trans-Kaspische spoorlijn.